# Влашке песме (албум Слободана Домаћиновића)
„Влашке песме“ је музички албум Слободана Домаћиновића из 2002. године. Албум је издала дискографска кућа Фолк диск из Салаша код Зајечара, под ознаком ФДК-222. На њему се налази 11 пјесама:
1. Де три ори мам ’нсурат (De tri ori mam însurat – Трипут сам се женио)
2. Гардури мулће (Garduri mulće – Много ограда)
3. Дору де њепоц (Doru de njepoc – Жеља за унуцима)
4. Принцеза лу тата (Princeza lu tata – Татина принцеза)
5. М’ндра флоаре (Mîndra floare – Драги цвијете)
6. Ам ун бајат (Am un bajat – Имам момка)
7. Ому перде (Omu perde – Човјек губитник)
8. Дијаманти (Dijamanti)
9. Фата мја (Fata mja – Дјевојчице моја)
10. Цигањи (Cîganji – Цигани)
11. Спуње м’ндро (Spunje mîndro – Реци, драга)